# Alice Drummond
Pour les articles homonymes, voir Drummond.
Alice Drummond est une actrice américaine de cinéma et de théâtre, née le 21 mai 1928 à Pawtucket (Rhode Island) et morte le 30 novembre 2016 à New York.

## Biographie
En 1970, elle a été nommée au Tony Award de la meilleure actrice dans une pièce de théâtre pour sa performance dans The Chinese de Murray Schisgal.

## Filmographie partielle

### Cinéma
- 1970 : Where's Poppa? de Carl Reiner : la femme dans l'ascenseur
- 1974 : Enquête dans l'impossible (Man on a Swing), de Frank Perry : Mrs Dawson
- 1977 : Thieves de John Berry
- 1980 : L'Impossible Témoin (Hide in Plain Sight), de James Caan : Mme Novack
- 1981 : L'Œil du témoin (Eyewitness), de Peter Yates : Mme Eunice Deever
- 1982 : La Cage aux poules (The Best Little Whorehouse in Texas), de Colin Higgins : la secrétaire du gouverneur
- 1984 : SOS Fantômes (Ghostbusters), d'Ivan Reitman : la bibliothécaire
- 1988 : Une femme en péril (The House on Carroll Street), de Peter Yates : Woman at Hearing
- 1988 : À bout de course ((Running on Empty)), de Sidney Lumet : Mrs. Powell
- 1990 : Darkside : Les Contes de la nuit noire (Tales from the Darkside: The Movie), de John Harrison : Carolyn (segment Cat From Hell)
- 1990 : L'Éveil (Awakenings), de Penny Marshall : Lucy Fishman
- 1994 : Ace Ventura, détective chiens et chats (Ace Ventura: Pet Detective), de Tom Shadyac : Mrs. Finkle
- 1994 : Un homme presque parfait (Nobody's Fool), de Robert Benton : Hattie
- 1995 : L'Amour en équation (I.Q.), de Fred Schepisi : Dinner Guest
- 1995 : Jeffrey de Christopher Ashley : Grandma Rose
- 1996 : Extravagances (To Wong Foo Thanks for Everything, Julie Newmar), de Beeban Kidron : Clara
- 1996 : Mariage ou Célibat (Walking and Talking), de Nicole Holofcener : Betsy
- 1997 : L'Amour de ma vie (Til There Was You), de Scott Winant : Harriet
- 1997 : Commandements (Commandments), de Daniel Taplitz : Mme Mann
- 1997 : In and Out (In & Out), de Frank Oz : tante Susan
- 1999 : Gary & Linda (Just the Ticket), de Richard Wenk : Lady with Cash
- 1999 : Advice from a Caterpillar de Don Scardino
- 2000 : Joe Gould's Secret de Stanley Tucci : Helen
- 2005 : Le Prince de Greenwich Village (House of D) de David Duchovny : Mrs. Brevoort
- 2005 : The Honeymooners de John Schultz : Miss Benvenuti
- 2008 : Synecdoche, New York de Charlie Kaufman : actrice jouant Frances
- 2008 : Doute (Doubt), de John Patrick Shanley : sœur Victoria
- 2009 : Maman, mode d'emploi (Motherhood), de Katherine Dieckmann : Edith
- 2010 : La forêt contre-attaque (Furry Vengeance), de Roger Kumble : Mme Martin

### Télévision
- 1977 : Secret Service de Peter Levin  (téléfilm) : Mrs. Varney
- 1989 : Money, Power, Murder. de Lee Philips (téléfilm) : Helen